# Neue Caritas
Die neue caritas ist eine Fachzeitschrift für Fach- und Führungskräfte in der Sozialwirtschaft, die alle 14 Tage erscheint. Sie wird vom Deutschen Caritasverband herausgegeben.

## Zielgruppe
Die Zielgruppe der Zeitschrift sind Fach- und Führungskräfte sämtlicher sozialer Bereiche.

## Inhalte
- Aktuelle Themen aus Politik, Praxis und Forschung
- Darstellung innovativer Ideen
- Best Practice
- Wechselndes Schwerpunktthema
- Aktuelles aus dem Arbeits- und Sozialrecht
- Tipps aus den Bereichen Buch, Film und Fortbildung
- Stellenmarkt

## Historie
Die Zeitschrift erscheint bereits seit dem Jahr 1896 zunächst unter dem Namen Charitas. Von 1942 bis 1945 fand kriegsbedingt eine Erscheinungspause statt. Im Oktober 1999 wurde sie in neue caritas umbenannt, um den Aktualitätscharakter zu unterstreichen.